# Oldřich Svojanovský
Oldřich Svojanovský, född den 9 mars 1946 i Otrokovice i Tjeckoslovakien, är en tjeckoslovakisk roddare.
Han tog OS-brons i tvåa med styrman i samband med de olympiska roddtävlingarna 1976 i Montréal.